# Itziar Miranda Vicente
Itziar Miranda Vicente (Estadilla, 21 de setembre de 1978) és una actriu i escriptora espanyola, coneguda principalment pel seu paper de Manuela Sanabria a Amar es para siempre i per la seva reeixida col·lecció de contes sobre dones publicada per Edelvives: "Col·lecció Miranda".

## Biografia
Itziar Miranda va viure al poble d'Osca de Estadilla fins a l'any 1995, quan va decidir establir-se en Madrid. Una vegada en la capital es va diplomar en Art Dramàtic a l'escola Assaig 100, dirigida per Jorge Eines, entre 1996 i 2000. Per a completar la seva formació va estudiar Comèdia de l'Art Dramàtic impartida per José Luis Massó (1999), va acudir a un seminari sobre Shakespeare impartit per María Elena Espinosa (1999), va estudiar veu amb Concha Duñaque i María Beltrán; entrenament vocal i corporal impartit per Hernán Gené (2000-2002) i un curs d'interpretació davant la cambra impartit per Jesús Noguero (2005).
L'actriu va compaginar la seva formació en Assaig 100 amb treballs en llargmetratges (Nada en la nevera, Celos), curtmetratges (Franco no puede morir en la cama, Los aficionados) i sèries de televisió com Periodistas.
En el mitjà televisiu va desenvolupar la major part de la seva carrera després d'obtenir la diplomatura. Aquests treballs van facilitar la seva contractació per a Amar en tiempos revueltos, un serial de sobretaula desenvolupat en la dictadura franquista on interpretava a Manolita Sanabria, personatge amb el qual continua actualment en la seqüela Amar es para siempre.
Està casada amb el també actor Nacho Rubio, amb qui té dues filles, Daniela (nascuda en maig de 2014) i Julia (nascuda en octubre de 2016) —ambdues han participat a Amar es para siempre, interpretant, respectivament, a Ciríaco (temporades 3a i 4a) i Catalina (temporada 5a), els fills petits de Marcelino i Manolita.
El 7 d'agost de 2019 es va estrenar en Aragón TV el documental que va combinar ficció i realitat La tragedia de Biescas que va tenir a Itziar com a principal protagonista al costat del saragossà Aure Sánchez.

## Filmografia

### Televisió

#### Sèries de televisió
| Any             | Sèrie                          | Canal     | Personatge                  | Notes          |
| --------------- | ------------------------------ | --------- | --------------------------- | -------------- |
| 1998            | Periodistas                    | Telecinco | Sara                        | 1 episodi      |
| 2000            | El grupo                       | Telecinco | María                       | 1 episodi      |
| 2002            | Demiun                         | Antena 3  | Eva                         | TV Movie       |
| 2003            | Ana y los 7                    | La 1      | Trini                       | 2 episodis     |
| 2003            | La sopa boba                   | Antena 3  |                             | 1 episodi      |
| 2005 - 2012     | Amar en tiempos revueltos      | La 1      | Manuela "Manolita" Sanabria | 1.717 episodis |
| 2008            | Impares                        | Antena 3  | Loli                        | 1 episodi      |
| 2008            | Flores para Belle              | La 1      | Manuela "Manolita" Sanabria | TV Movie       |
| 2009            | ¿Quién mató a Hipólito Roldán? | La 1      | Manuela "Manolita" Sanabria | TV Movie       |
| 2010            | Alta traición                  | La 1      | Manuela "Manolita" Sanabria | TV movie       |
| 2011            | La muerte a escena             | La 1      | Manuela "Manolita" Sanabria | TV movie       |
| 2013 - presente | Amar es para siempre           | Antena 3  | Manuela "Manolita" Sanabria | ¿? episodis    |
| 2019            | La tragedia de Biescas         | Aragón TV |                             | TV movie       |
| 2020            | El último show                 | Aragón TV | Marisa                      | 8 episodis     |

#### Programes de televisió
- Madrid+Joven, presentadora (2004-2005)

### Llargmetratges
- Nada en la nevera, como Natalia. Dir. Álvaro Fernández Armero (1998)
- Celos, com Trini. Dir. Vicente Aranda (1999)
- El arte de morir, como noia a la discoteca. Dir. Álvaro Fernández Armero (2000)
- Corazón de bombón, com Susana. Dir. Álvaro Sáenz de Heredia (2001)
- School Killer, com Rosa. Dir. Carlos Gil (2001)
- La soledad era esto, com amiga de Bárbara. Dir. Sergio Renán (2002)
- Bestiario, como Maru. Dir. Vicente Pérez Herrero (2002)
- Esta noche, no, com Carmen. Dir. Álvaro Sáenz de Heredia (2002)
- Perro flaco, repartiment. Dir. Ernesto Martín (2011)
- Bendita calamidad, repartiment. Dir. Gaizka Urresti (2014)

### Curtmetratges
- Franco no puede morir en la cama, com Marta. Dir. Alberto Macías (1998)
- Los aficionados, repartiment. Dir. Felipe G. Luna (2000)
- Intro, protagonista. Dir. Carlos del Puerto (2005)
- Entrevista a Víctor, Dir. Boris Kozlov (2006)
- Termitas, protagonista. Dir. Raúl Acín (2006)
- Pasión por el Fútbol. La jugada más ardiente de la temporada, Dir. Rut Suso i María Pavón (2007)
- Perrito chino, com la fornera. Dir. Fran Gil-Ortega (2012)

### Llibres
- “Colección de Miranda”, escrites per ella i el seu germà Jorge Miranda amb il·lustracions de Lola Castejón i ajudats pel xef Nacho Rubio i Alan Rubin.

## Teatre
- Zatureki, muntatge per 4t curs de la RESDAD (2000)
- Estaba en casa, y esperé que llegara la lluvia. Dir. Darío Facal, amb la Compañía Metatarso (2002)
- Doña Rosita la soltera, com Rosita. Dir. Federico García Lorca/Antonio D. Florián, junto con la Compañía Espada de Madera (2004)
- El principito, com Rosa, zorra y serpiente. Dir. Pablo R. Escola (2007-2009)
- La Lección. Dir. J. M. Gual, al Teatro Español (2009-2010)
- Tartufo. Dir. Hernán Gené (2011)
- Dani y Roberta. Dir. J. M. Gual, al Teatro Español (2012)
- Lúcido. Dir. Amelia Ochandiano (2012-2014)
- Historia del soldado Dir. Amelia Ochandiano (2015)